# Andrijiwka (Kramatorsk)
Andrijiwka (ukrainisch Андріївка; russisch Андреевка Andrejewka) ist eine Siedlung städtischen Typs im Osten der Ukraine in der Oblast Donezk mit 949 Einwohnern (2020).

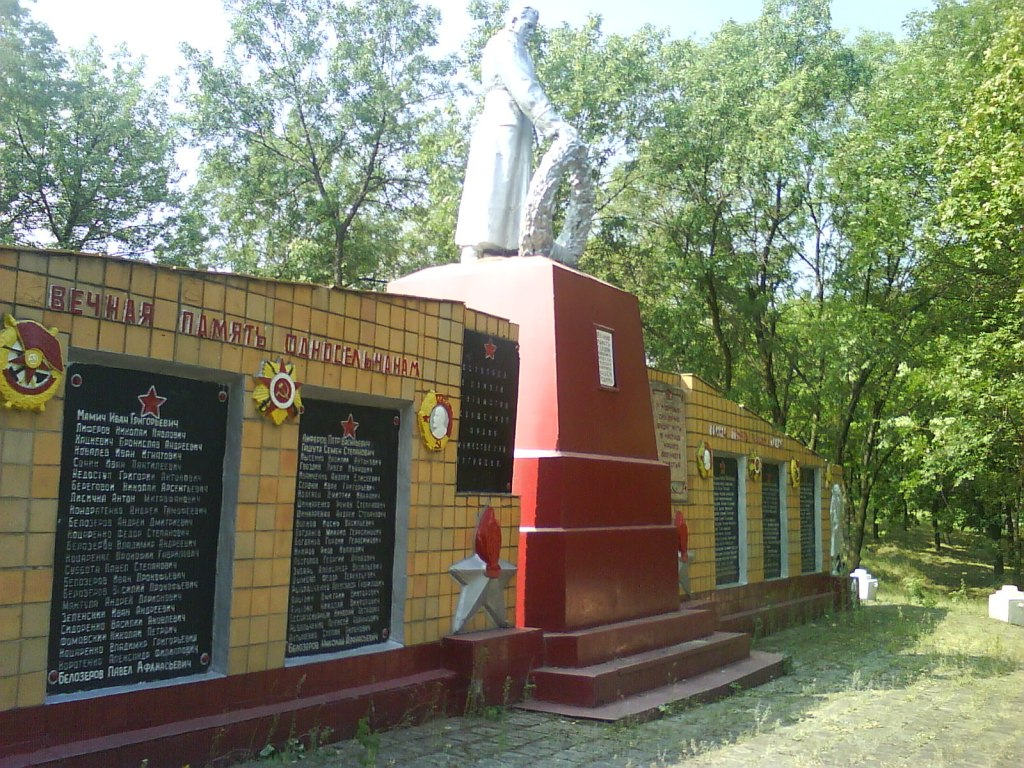
Kriegerdenkmal im Ort

Andrijiwka ist seit dem 15. November 1938 eine Siedlung städtischen Typs.
Andrijiwka  liegt am Ufer des Suchyj Torez, 113 Kilometer nördlich vom Oblastzentrum Donezk und 10 Kilometer südwestlich vom Stadtzentrum von Slowjansk entfernt.
Am 12. Juni 2020 wurde die Siedlung ein Teil der neugegründeten Stadtgemeinde Slowjansk, bis dahin bildete sie die gleichnamige Siedlungsratsgemeinde Andrijiwka (Андріївська селищна рада/Andrijiwska selyschtschna rada) im Zentrum des Rajons Slowjansk.
Am 17. Juli 2020 wurde der Ort ein Teil des Rajons Kramatorsk.